# Dělnické hnutí

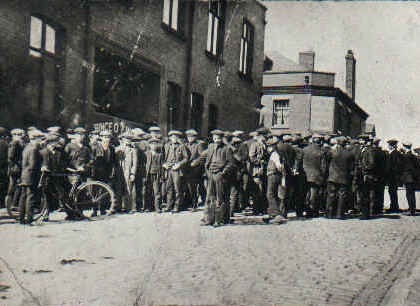
Stávkující horníci během britské generální stávky roku 1926

Dělnické hnutí je souhrnné označení pro organizace a politické subjekty bojující za zájmy dělníků, zejména za lepší pracovní podmínky a lepší odměňování. Dělnické hnutí vzniklo s rozvojem kapitalismu zejména v Anglii a jeho silný rozvoj nastal v 19. století, třebaže jeho počátky lze vystopovat mnohem dále v minulosti. Projevilo se vznikem odborů, hájících zájmy dělníků v rámci pracoviště či odvětví, i levicových politických stran a ideologií (zejména komunismu, z něhož vychází marxismus, sociální demokracie a z ní vycházející kulturně orientovaný národní socialismus, a dále některé formy anarchismu), které usilují o zlepšení postavení dělnictva v celostátním či celosvětovém měřítku. Svých cílů se organizovaní dělníci snažili dosahovat buď pokojně, tedy vyjednáváním či parlamentní cestou, anebo pomocí konfrontace, tedy formou stávek, demonstrací, bojkotů, v krajním případě i násilnými akcemi, například ničením továrních strojů.